# Gordon Singleton
Geoffrey Gordon „Gord” Singleton OC (ur. 9 sierpnia 1956 w Niagara Falls, zm. 24 marca 2024) – kanadyjski kolarz torowy, czterokrotny medalista mistrzostw świata.

## Kariera
W 1976 roku Gordon Singleton wystartował na igrzyskach olimpijskich w Montrealu, gdzie odpadł w eliminacjach sprintu indywidualnego. Pierwszy sukces w karierze osiągnął w 1978 roku, kiedy wspólnie z Jocelynem Lovellem zdobył złoty medal w wyścigu tandemów na igrzyskach Wspólnoty Narodów w Edmonton. Na tej samej imprezie zdobył ponadto brązowy medal w wyścigu na 1 km. Rok później zdobył złote medale w sprincie indywidualnym oraz wyścigu na 1 km podczas igrzysk panamerykańskich w San Juan, a na mistrzostwach świata w Amsterdamie wywalczył srebrny medal w wyścigu na 1 km, ulegając jedynie Lotharowi Thomsowi z NRD. Podczas rozgrywanych w 1981 roku mistrzostw świata w Brnie Kanadyjczyk zajął drugie miejsce w sprincie indywidualnym zawodowców, ustępując tylko Kōichiemu Nakano z Japonii. Ostatnie sukcesy osiągnął na mistrzostwach świata w Leicester w 1982 roku, gdzie zwyciężył w keirinie, a w sprincie indywidualnym był drugi za Nakano. Ponadto trzykrotnie zdobywał medale torowych mistrzostw kraju, w tym jedn złoty - w 1979 roku był najlepszy w wyścigu punktowym.